# Sara Lee Corporation
Sara Lee Corporation was een Amerikaans bedrijf voor consumentengoederen, gevestigd in Downers Grove (voorheen Chicago), Illinois en tevens de merknaam van een serie van ingevroren en verpakt voedsel. Na een aantal ingrijpende transacties, waaronder de afsplitsing van Douwe Egberts, gaat het bedrijf medio 2012 verder onder de nieuwe naam Hillshire Brands. Hillshire Brands heeft een omzet van circa $ 4 miljard per jaar, waarvan 85% vleesproducten en de rest ingrediënten voor bakkerijen. 

## Geschiedenis
Het bedrijf heette tot 1985 Consolidated Food Corporation, waarna het de naam van zijn populaire merk Sara Lee aannam. Het bedrijf kreeg dat merk in 1956 in handen toen het een bedrijf kocht dat bekendstond als Kitchens of Sara Lee (vertaald: Keukens van Sara Lee).
In 2009 was Sara Lee Corp. actief in meer dan 58 landen, verkocht het voedings- en consumentenartikelen in ongeveer 200 landen en had het 41.000 werknemers wereldwijd.
In Nederland was Sara Lee bijvoorbeeld bekend van het merk Douwe Egberts. In Nederland had het bedrijf twee productievestigingen: Utrecht en Joure (koffie en thee). In België was er een productievestiging in Grimbergen (koffie en thee, kamergeuren en babyverzorging). In 2012 werd Douwe Egberts echter afgesplitst van Sara Lee en daardoor is Douwe Egberts opnieuw zelfstandig geworden. Tegenwoordig opereert Douwe Egberts onder de naam D.E. Master Blenders 1753.
Op 1 juni 2018 kondigde Tyson aan dat het de merken Sara Lee, Van's, Chef Pierre en Bistro Collection zou verkopen aan Kohlberg & Company. De verkoop werd op 1 augustus afgerond en vormde Sara Lee Frozen Bakery, die zal worden gevestigd in Oakbrook Terrace, Illinois.

## Strategische heroriëntatie
In 2009 deed Sara Lee een strategisch onderzoek naar de toekomst van de Household and Body Care-divisie, waaronder de mogelijkheid van verkoop, met als doel zich verder te concentreren op de kernactiviteiten. Op 25 september 2009 maakte Sara Lee bekend de divisie persoonlijke verzorging te verkopen aan Unilever voor € 1,275 miljard. Na advies van de ondernemingsraden en goedgekeuring van de mededingingsautoriteiten werd deze verkoop in december 2010 gerealiseerd. Met deze verkoop gaan producten met een omzet van zo'n $ 750 miljoen per jaar over naar Unilever. 
Begin maart 2012 heeft Sara Lee besloten Douwe Egberts af te stoten. Douwe Egberts zal in juni 2012 onder de nieuwe naam D.E. Master Blenders 1753 naar de beurs worden gebracht. Het bedrijf is actief in Europa, Brazilië, Australië en Thailand. In het boekjaar 2010 behaalde het een omzet van € 2,6 miljard, een bedrijfswinst van € 331 miljoen en een nettowinst van € 276 miljoen.

## Hillshire Brands
Na de afsplitsing gaat Sara Lee verder onder de nieuwe naam Hillshire Brands Company. Het verkoopt vooral vleesproducten en ingrediënten voor bakkerijen. Het zwaartepunt van de activiteiten ligt in de Verenigde Staten en een klein deel van de omzet wordt behaald in Australië. De vleesproducten worden verkocht onder merknamen zoals Jimmy Dean, Hillshire Farm, Ball Park en Sara Lee. Medio 2013 telde het bedrijf 9.100 medewerkers.
In mei 2014 was Hillshire Brands onderwerp van een overnamestrijd. Begin juni werd duidelijk dat Tyson Foods het hoogste bod heeft uitgebracht en Pilgrim’s Pride achter het net vist. Tyson's laatste bod was $7,7 miljard en dat was 71% meer dan de beurswaarde voordat de biedingsstrijd begon. Als voorwaarde heeft Tyson wel gesteld dat de overname van Pinnacle Foods door Hillshire Brands niet doorgaat.